# ゲヴォルク・アネソグリャン
ゲヴォルク・サリベコヴィチ・アネソグリャン（ロシア語: Геворк Сарибекович Анесоглян、1891年11月20日 - 1938年）、民族名ゲヴォルグ・サリベキ・ハネソグリアン（アルメニア語: Գևորգ Սարիբեկի Հանեսօղլյան）は、アルメニア人のボリシェヴィキ。

## 生涯
1891年11月20日（ユリウス暦8日）、ロシア帝国エリヴァニ県アレクサンドロポリで生まれた。1903年に地元の2年制教区学校を卒業し、1906年から様々な印刷所で働くとともに宣伝・デモ・ストライキに関わる。同年から1912年まではアルメニア革命連盟に加盟していたが、1917年6月からボリシェヴィキとなった。アルメニア第一共和国における1920年の五月蜂起に参加して死刑判決を受けたが、その後アルメニア社会主義ソビエト共和国が成立すると翌1921年にアルメニア労組中央会議組織局責任書記やアルメニア赤軍 (ru) メンバーとなり、同年の旧政権による二月蜂起をカマルルの最前線で鎮圧した。
同年から1924年まで郡土地部部長、同年から翌1925年までレニナカン郡 (ru) ソビエト執行委員会副議長、同年から翌1926年までアルメニア共産党レニナカン郡委責任書記、同年から1928年まで同郡ソビエト執行委議長を務め、同年6月7日から1930年5月5日まではエリヴァニ市ソビエト執行委議長、1929年から1930年6月まではエリヴァニ管区ソビエト執行委議長、同月15日から12月6日までは国民経済最高会議議長を務めた。同年から翌1931年までトラスト長、1931年12月13日から1933年9月11日まで財務人民委員、同年から1934年まで労組中央会議議長、同年から1936年7月まで党エリヴァニ市委第二書記、1937年3月24日まで全連邦共産党ザカフカース地方委局員を務め、1936年8月4日から1937年1月28日までは再度エリヴァニ市ソビエト執行委議長に就いた。
1936年11月17日までは公共サービス人民委員、同日から翌1937年7月29日までは中央執行委議長も務めたが、同年11月に逮捕され、翌1938年に銃殺された。